# Maria João Köhlerová
Maria João Köhlerová (* 8. října 1992, Porto) je portugalská profesionální tenistka. Ve své dosavadní kariéře na okruhu WTA Tour nevyhrála žádný turnaj. V rámci okruhu ITF získala k roku 2012 dva tituly ve dvouhře a čtyři ve čtyřhře.
Na žebříčku WTA byla nejvýše ve dvouhře klasifikována v leden 2013 na 106. místě a ve čtyřhře pak ve stejném měsíci na 151. místě. Trénuje ji bývalý profesionální tenista Nuno Marques.
V roce 2006 debutovala na satelitu ITF v Braze, kde podlehla v 1. kole s Catarinou Ferreirovou po setech 7–5, 6–1. Od roku 2008 reprezentuje fedcupový tým Portugalska, k roku 2012 s bilancí 1–3 ve dvouhře a 3–3 ve čtyřhře.

## Finálové účasti na turnajích okruhu ITF
| $100,000 tournaments |
| $75,000 tournaments  |
| $50,000 tournaments  |
| $25,000 tournaments  |
| $10,000 tournaments  |

### Dvouhra: 9 (3–6)
| Stav       | Č. | Datum              | Turnaj          | Povrch  | Finalistka                    | Výsledek           |
| ---------- | -- | ------------------ | --------------- | ------- | ----------------------------- | ------------------ |
| Finalistka | 1. | 15. června 2008    | Montemor-o-Novo | tvrdý   | Melanie Gloriaová             | 6–7(2–7), 6–3, 6–1 |
| Vítězka    | 1. | 24. května 2009    | Cantanhede      | koberec | Nanuli Pipijová               | 6–4, 2–6, 6–1      |
| Vítězka    | 2. | 7. června 2009     | Amarante        | tvrdý   | Melanie Gloriaová             | 6–3, 6–2           |
| Finalistka | 2. | 14. února 2010     | Vale do Lobo    | tvrdý   | Julia Mayrová                 | 6–1, 6–1           |
| Finalistka | 3. | 14. listopadu 2010 | Mallorca        | antuka  | Lara Arruabarrenaová-Vecinová | 7–6(7–2), 6–3      |
| Finalistka | 4. | 5. února 2011      | Rabat           | antuka  | Nina Bratčikovová             | 3–6, 6–4, 6–1      |
| Finalistka | 5. | 21. červenec 2012  | Donetsk         | tvrdý   | Vesna Dolonc                  | 6–2, 6–3           |

### Čtyřhra: 8 (4–4)
| Stav    | Č. | Datum              | Turnaj                     | Povrch | Spoluhráčka           | Finalistky                                | Výsledek              |
| ------- | -- | ------------------ | -------------------------- | ------ | --------------------- | ----------------------------------------- | --------------------- |
| Vítězka | 1. | 17. května 2009    | Vila Real de Santo António | antuka | Joana Pangaio Pereira | Rebeca Bouo Nogueiro S. Solsona Carcasona | 2–2, RET              |
| Vítězka | 1. | 6. listopadu 2010  | Mallorca                   | antuka | Avgusta Tsybysheva    | L. Arruabarrena-Vecino Inés Ferrer-Suárez | 7–5, 6–2              |
| Vítězka | 2. | 20. listopadu 2010 | Mallorca                   | antuka | Avgusta Tsybysheva    | Diana Enacheová Raluca Elena Platonová    | 6–3, 7–6(7–3)         |
| Vítězka | 2. | 15. července 2011  | Cáceres                    | tvrdý  | Richel Hogenkampová   | Victoria Larrièreová Irena Pavlovicová    | 6–4, 6–4              |
| Vítězka | 3. | 3. září 2011       | Sarajevo                   | antuka | Florencia Molinerová  | Maria Abramovićová Ana Vrljićová          | 5–7, 7–6(7–3), [10–4] |
| Vítězka | 3. | 16. září 2011      | Záhřeb                     | antuka | Katalin Marosiová     | Maria Abramovićová Mihaela Buzărnescuová  | 6–0, 6–3              |
| Vítězka | 4. | 24. září 2011      | Shrewsbury                 | tvrdý  | Katalin Marosiová     | Amanda Elliottová Johanna Kontaová        | 7–6(7–3), 6–1         |